# Laena hainanica
Laena hainanica (лат.) — вид жуков-чернотелок рода Laena из подсемейства мохнатки (Lagriinae, Tenebrionidae). Юго-Восточная Азия. Название происходит от места обнаружения (остров Хайнань).

## Распространение
Юго-Восточная Азия: Китай, остров Хайнань (650—1050 м).

## Описание
Мелкие бескрылые жуки-чернотелки, длина тела от 3,8 до 4,2 мм, спинная поверхность темно-коричневая без металлического отблеска. Laena hainanica — второй известный эндемичный вид с острова Хайнань, помимо L. dentatocrassa Zhao & Ren, 2012 (Jianfengling NR). Однако, тот вид крупнее (5—6 мм), переднеспинка и надкрылья более удлинённые, переднеспинка наиболее широкая у передних углов, боковые края переднеспинки слабо бусинистые, все бёдра каждое с отчётливым и массивным зубцом, а вершина эдеагуса широко лопатовидная с усечённой вершиной. Вид был впервые описан в 2023 году немецкими колеоптерологами Вольфгангом Шваллером (Dr. Wolfgang Schawaller) и Aron Bellersheim (Staatliches Museum für Naturkunde, Штутгарт, Германия).